# Filmtheater Sendlinger Tor

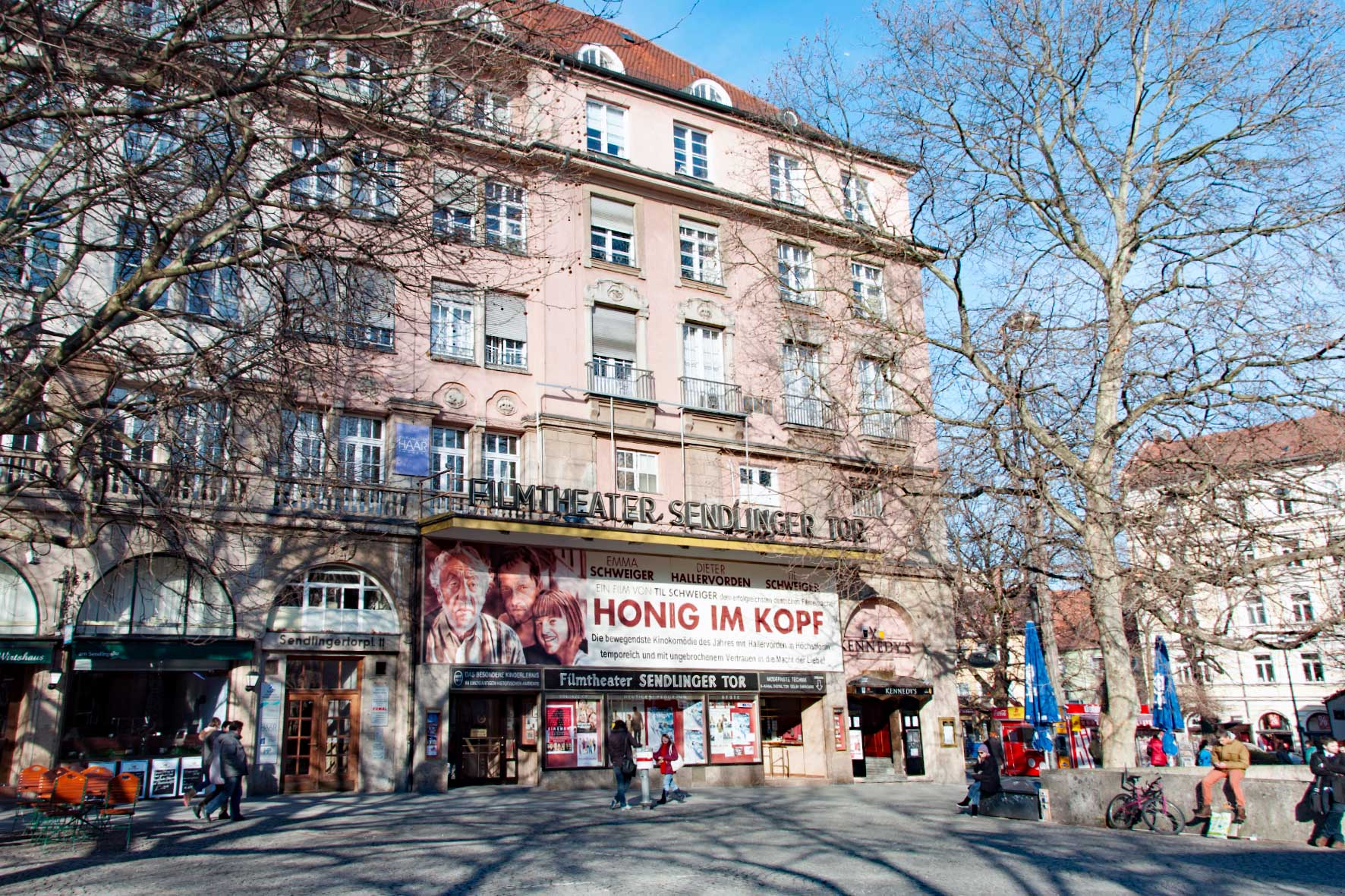
Filmtheater Sendlinger Tor München

Das Filmtheater Sendlinger Tor wurde 1913 am Sendlinger-Tor-Platz eröffnet. Es war das älteste noch bestehende Groß-Kino Münchens. Aufgrund seiner Imposanz galt es als „Flaggschiff“ unter den Münchner Kinos.

## Geschichte

Die Plakatierung zu Metropolis 1927

Das Lichtspielhaus wurde von dem Unternehmer Carl Gabriel gegründet. Die Eröffnung erfolgte am 17. Oktober 1913. Der opulent ausgestattete Kinosaal mit imposanter Raumhöhe, Säulen, Logen und separaten Zugängen wurde auch von Mitgliedern des bayerischen Königshauses geschätzt. So besuchten es u. a. Ludwig III. von Bayern und dessen Sohn Kronprinz Rupprecht. 1928 bis 1944 übernahm die UFA das Kino.
In dem Einzelhaus mit 400 (ehemals 750) Plätzen finden bedeutende Premieren statt, es ist beliebte Spielstätte des Filmfests München und wird regelmäßig mit Kinoprogrammpreisen bedacht. Es ist wie ein kleines Opernhaus gestaltet. Ursprünglich verfügte es sogar über einen Orchestergraben.
Dem Kino ist ein Café angeschlossen. Die Fassade schmückt traditionell ein handbemaltes großformatiges Filmplakat, das für den aktuellen Hauptfilm wirbt. Das Filmtheater Sendlinger Tor gehört zu den umsatzstärksten 20 Prozent aller Kinosäle in Deutschland. Die Filme projiziert das Kino mit einem HFR-fähigen Digital Cinema Projektor und einem 6-Kanal-Dolby-Digitalton auf eine 50 m² große Leinwand. Schwerpunkt heute sind Arthouse-Filme, Literaturverfilmungen, gehobene Mainstream-Filme oder traditionsreiche Filmreihen wie beispielsweise „James Bond“.
Am 11. August 2023 wurde vom Landgericht München einer Räumungsklage durch die Verpächter stattgegeben, wonach das Kino zum 31. Januar 2025 geräumt werden muss, letzter Aufführungstag war der 15. Januar. Was aus dem Kino weiter werden wird, ist ungewiss.

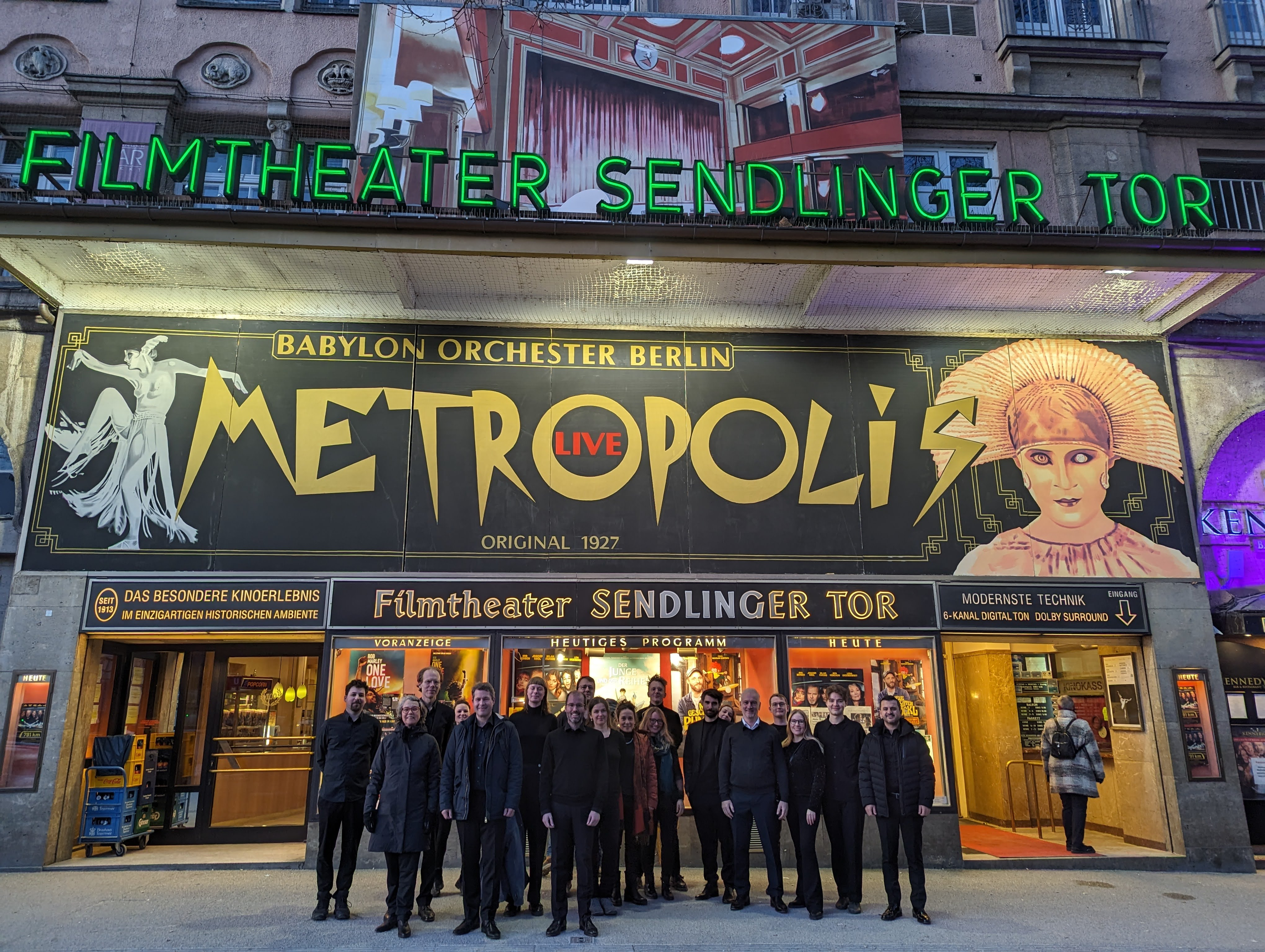
Das Babylon Orchester Berlin spielte 2023 wieder Metropolis live im Kino.

2023 und 2024 machte das Babylon Orchester Berlin drei Gastspiele am Kino und erinnerte damit an die Stummfilmtradition des Ortes. Das Orchester begleitete Metropolis, Nosferatu und Das Cabinet des Dr. Caligari. Ein großes Metropolis-Plakat 2024 an der Kinofassade erinnerte an die Erstaufführung dort 1927.

## Stadtbildprägende Bedeutung
Das Lichtspieltheater, das in ein Wohn- und Geschäftshaus integriert ist, verfügt über eine stadtbildprägende Bedeutung. Es wurde im Reformstil von der Baufirma Heilmann & Littmann erbaut. Das Gebäude war der erste Stahlbetonbau Münchens. Bei seiner Eröffnung im Jahr 1913 verfügte das Kino bereits über Rang, Galerie und Logen sowie über eine Warmwasserheizung. Schäden des Zweiten Weltkriegs wurden 1946/47 behoben.
Die Bedeutung zeigt sich durch den Eintrag in die Bayerische Denkmalliste.